# Fight Music
«Fight Music» — третій сингл з дебютного студійного альбому гурту D12 Devil's Night, виданий 29 жовтня 2001 р. Більша частина пісні містить тексти про насилля та бійки. Натомість куплет репера Bizarre присвячено іншій темі, зокрема виконавець розповідає про те, як його бабуся зробила йому мінет. У свою чергу Емінем висловлює свою думку щодо почуття молоді й вплив гурту на неї.
На цензурованій версії платівки «Fight Music» перейменовано на «Flight Music». Європейський CD-сингл та європейський й австралійський максі-сингли мають шість різних варіантів обкладинки, кожен з яких містить зображення одного з учасників гурту.

## Відеокліп
На початку відео Ice-T стоїть серед натовпу прихильників різних жанрів і звинувачує D12 у знищенні музичної індустрії. Ця сцена є посиланням на фільм Воїни. Фрази «Чи ви, сосунці, можете думати?» (англ. «Can you count, suckers?») та «Тямите?» (англ. «Can you dig it?») запозичено безпосередньо з самої стрічки. У кліпі також можна побачити Fat Joe та Обі Трайса. Частину відео зняли на півострові Коні-Айленд, що розташований у Брукліні.

## Список пісень
- Європейський CD-сингл[2]

1. «Fight Music» (Radio Edit) — 3:49
2. «Fight Music» — 4:58
3. «Fight Music» (Music Video) — 4:22

- Європейський та австралійський максі-сингли[3]

1. «Fight Music» — 4:58
2. «Fight Music» (Acapella) — 4:01
3. «Words Are Weapons» — 4:38
4. «Fight Music» (Instrumental) — 4:24
5. «Fight Music» (Music Video) — 4:19

- Американський 12" вінил[4]

1. «Fight Music» (Clean Version) — 3:49
2. «Fight Music» — 4:58
3. «Fight Music» (Instrumental) — 4:24
4. «Fight Music» (Acapella) — 4:01

- Британський 12" вінил та касета[5]

1. «Fight Music» — 4:58
2. «Freestyle» — 3:43
3. «Words Are Weapons» — 5:04

- Британський DVD-сингл

1. «Fight Music» (Director's Cut Video) — 3:58
2. «Five Interview Clips» — 3:03
3. «Shit On You» (Music Video) — 5:14
4. «Words Are Weapons» (Audio) — 4:37

## Чартові позиції
| Чарт (2001)     | Найвища позиція |
| --------------- | --------------- |
| Австралія       | 27              |
| Австрія         | 61              |
| Валлонія        | 40              |
| Велика Британія | 11              |
| Ірландія        | 16              |
| Нідерланди      | 34              |
| Німеччина       | 38              |
| Швейцарія       | 51              |